# Omphalucha rufinubes
Omphalucha rufinubes är en fjärilsart som beskrevs av W. Warren 1905. Omphalucha rufinubes ingår i släktet Omphalucha och familjen mätare. Inga underarter finns listade i Catalogue of Life.